# Karl-Heinz Richter (Bildhauer)

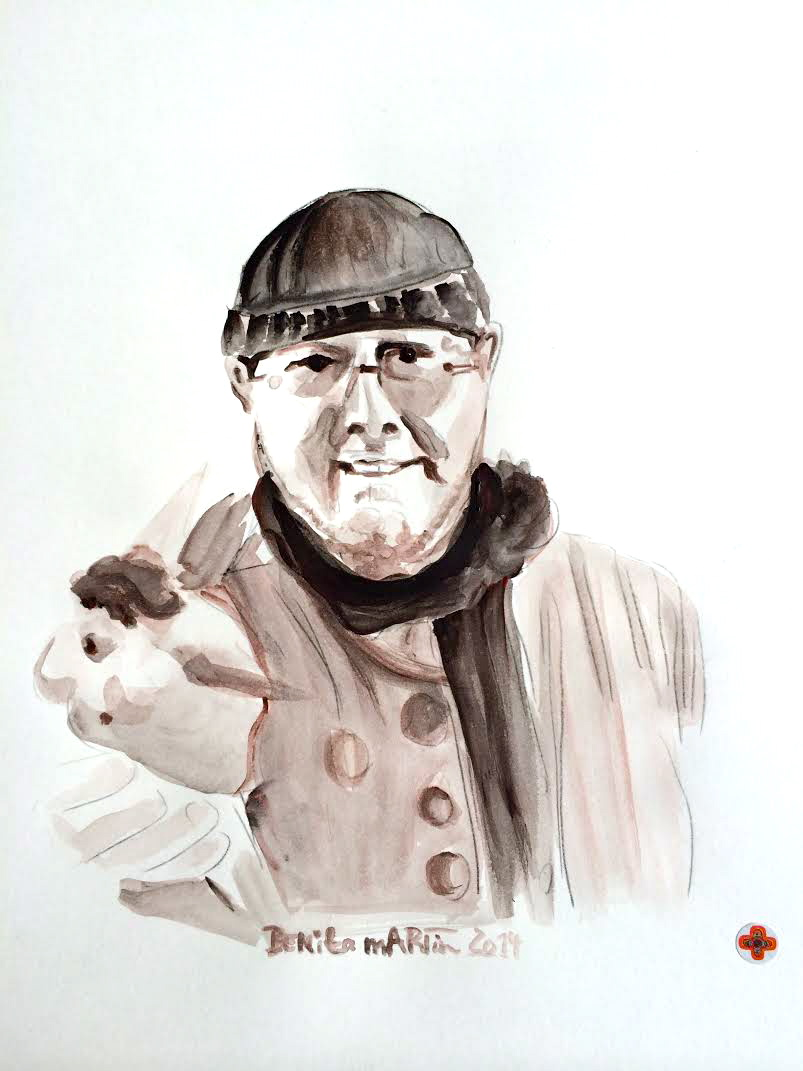
Karl-Heinz Richter (2014), Porträtzeichnung von Benita Martin

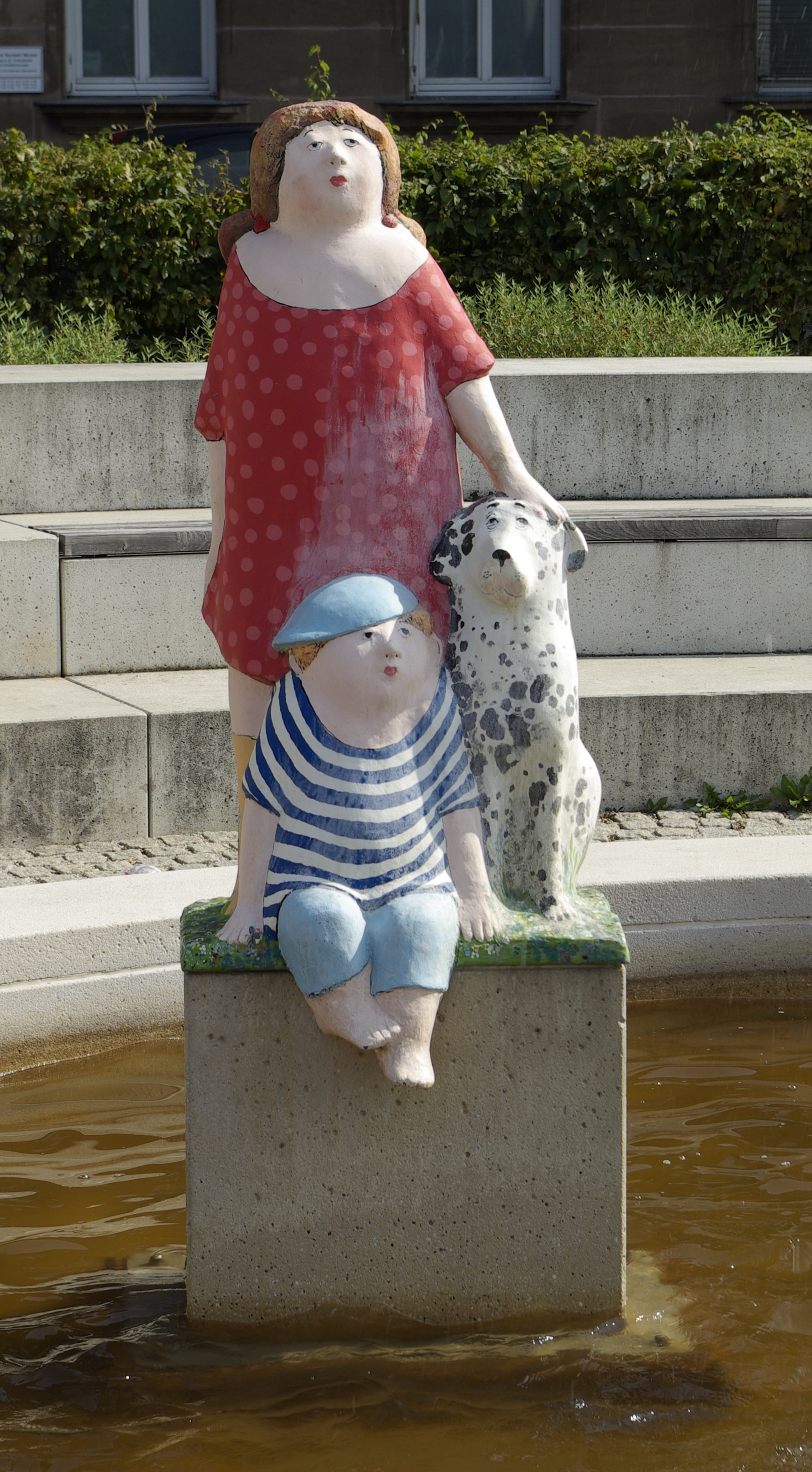
Teil der Brunnenanlage in der Fürther Billinganlage

Karl-Heinz Richter (* 4. Februar 1946 in Halberstadt) ist ein deutscher Bildhauer.
Von 1963 bis 1965 machte Karl-Heinz Richter eine Ausbildung zum Keramformer beim Porzellanwerk in Colditz. Anschließend absolvierte er ein Lehrerstudium in Zwickau und war als Lehrer an verschiedenen Schulen tätig. Seit 1987 arbeitet er als freischaffender Bildhauer in Chemnitz.
Typisch für Richters Arbeiten sind seine Figuren und Zeichnungen von drallen Frauen und Männern. 1994 schrieb Lothar-Günther Buchheim über Richters Frauenfiguren: „Die wollen nicht auf den Laufsteg, wollen keine Aerobic und keinen Bauchtanz, die wollen nicht über Laufstege wallen und unter Jupiterlampen herumstaksen. Die wollen Torte! Holländisch-Kirsch, Sachertorte und Pralinen natürlich auch. Nicht die simplen die wie toter Frisör schmecken, sondern die feinen Sahnemokka und Buttertrüffel aus der Schweiz.“

## Ausstellungen
- Buchheim-Museum, Bernried (Dauerausstellung) – für das Schiff Phantasie schuf Richter die Galionsfigur.
- Neue Sächsische Galerie, Chemnitz (Dauerausstellung)
- 2012: Kunstverein Bad Aibling

## Werke
- Brunnenanlage in der Fürther Billinganlage
- Sumo-Ringer vor der Erdgasarena in Riesa
- Seiltänzerin in der Markthalle Chemnitz
- Großplastik auf dem Gelände des MDR in Leipzig
- Zwei Badende in der Schwimmhalle am Südring in Chemnitz
- Mollige Passagiere auf AIDAstella[2]